# アラクノフォビア (映画)
『アラクノフォビア』（原題: Arachnophobia）は、1990年制作のアメリカ合衆国のホラー・パニック映画。スティーヴン・スピルバーグ製作総指揮、フランク・マーシャルの初監督作品である。
タイトルの意味はクモ恐怖症。新種の毒グモに襲撃された町を舞台に、クモ恐怖症の医師たちがそれに立ち向かう。

## あらすじ
南米・アマゾン熱帯雨林で昆虫学者のアサートン博士は、猛毒を持つ新種のクモを発見する。
そのクモは刺されて死んだ同行カメラマンのジェリーの死体にまぎれてアメリカ・カリフォルニア州の小さな町に上陸、次々と町の住人を殺していく。
町に新しく赴任したばかりの医師ロスは、彼らの死体を解剖してクモの存在を知るが、それが生殖機能を持つ南米産のクモと地元のクモが交配して生まれた新種の兵隊グモである事が判明する。しかも、それは生殖機能を持っていないが、女王グモが新たに生殖機能を持つクモを産みだす恐れがあった。
ロスはクモ恐怖症でありながら、アサートンや町の害虫駆除業者デルバートと共にクモに立ち向かう。

## 登場人物
ロス・ジェニングス
演 - ジェフ・ダニエルズ
医師。クモ恐怖症。
モリー・ジェニングス
演 - ハーレイ・ジェーン・コザック
ロスの妻。写真を撮るのが趣味。
ジェームズ・アサートン
演 - ジュリアン・サンズ
博士。自身が発見したクモの研究をしている。
デルバート・マクリントック
演 - ジョン・グッドマン
害虫駆除業者。殺虫剤を自作している。
ロイド・パーソンズ
演 - スチュアート・パンキン
保安官。
ジェリー・マンリー
演 - マーク・L・テイラー
カメラマン。
サム・メトカーフ
演 - ヘンリー・ジョーンズ
医師。
ミルトン・ブリッグス
演 - ジェームズ・ハンディ
検視官。
マーガレット・ホリンズ
演 - メアリー・カーヴァー
ジェニングス一家に親切にしてくれた人物。
トミー・ジェニングス
演 - ギャレット・パトリック・ラトリフ
ロスとモリーの子供。
シェリー・ジェニングス
演 - マリーン・カッツ
ロスとモリーの子供。

## キャスト
| 役名                       | 俳優                             | 日本語吹替 | 日本語吹替   |
| 役名                       | 俳優                             | ソフト版   | フジテレビ版 |
| -------------------------- | -------------------------------- | ---------- | ------------ |
| ロス・ジェニングス医師     | ジェフ・ダニエルズ               | 大塚芳忠   | 大塚芳忠     |
| モリー・ジェニングス       | ハーレイ・ジェーン・コザック     | 駒塚由衣   | 塩田朋子     |
| ジェームズ・アサートン博士 | ジュリアン・サンズ               | 石塚運昇   | 大塚明夫     |
| デルバート・マクリントック | ジョン・グッドマン               | 麦人       | 玄田哲章     |
| ロイド・パーソンズ保安官   | スチュアート・パンキン           | 牛山茂     | 辻親八       |
| クリス・コリンズ           | ブライアン・マクナマラ           | 小形満     | 古田信幸     |
| ジェリー・マンリー         | マーク・L・テイラー              | 田中正彦   | 江原正士     |
| サム・メトカーフ医師       | ヘンリー・ジョーンズ             | 上田敏也   | 北村弘一     |
| ヘンリー・ビーチウッド     | ピーター・ジェイソン             | 筈見純     | 峰恵研       |
| ミルトン・ブリッグス検視官 | ジェームズ・ハンディ             | 伊井篤史   | 大山高男     |
| アーヴ・ケンダール         | ロイ・ブロックスミス             | 石森達幸   | 小山武宏     |
| ブレア・ケンダール         | キャシー・キニー                 |            |              |
| マーガレット・ホリンズ     | メアリー・カーヴァー             | 牧野和子   | 竹口安芸子   |
| トミー・ジェニングス       | ギャレット・パトリック・ラトリフ | 近藤玲子   | 亀井芳子     |
| シェリー・ジェニングス     | マリーン・カッツ                 | 矢島晶子   | 吉田古奈美   |

- ソフト版：VHS・DVD収録
- フジテレビ版：初回放送1996年1月27日『ゴールデン洋画劇場』

## スタッフ
- 監督：フランク・マーシャル
- 製作：キャスリーン・ケネディ、リチャード・ヴェイン
- 脚本：ドン・ジャコビー、ウェズリー・ストリック
- 原案：ドン・ジャコビー、アル・ウィリアムズ
- 製作総指揮：スティーヴン・スピルバーグ、フランク・マーシャル
- 撮影：ミカエル・サロモン
- 音楽：トレヴァー・ジョーンズ
- 特殊効果：ILM
- クリーチャー・デザイン：クリス・ウェイラス